# Polymixis statices
Polymixis statices là một loài bướm đêm trong họ Noctuidae.